# 保誠

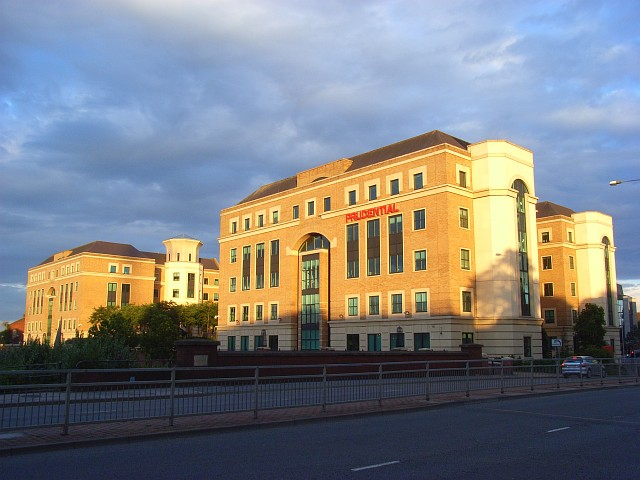
在英國雷丁辦公大樓

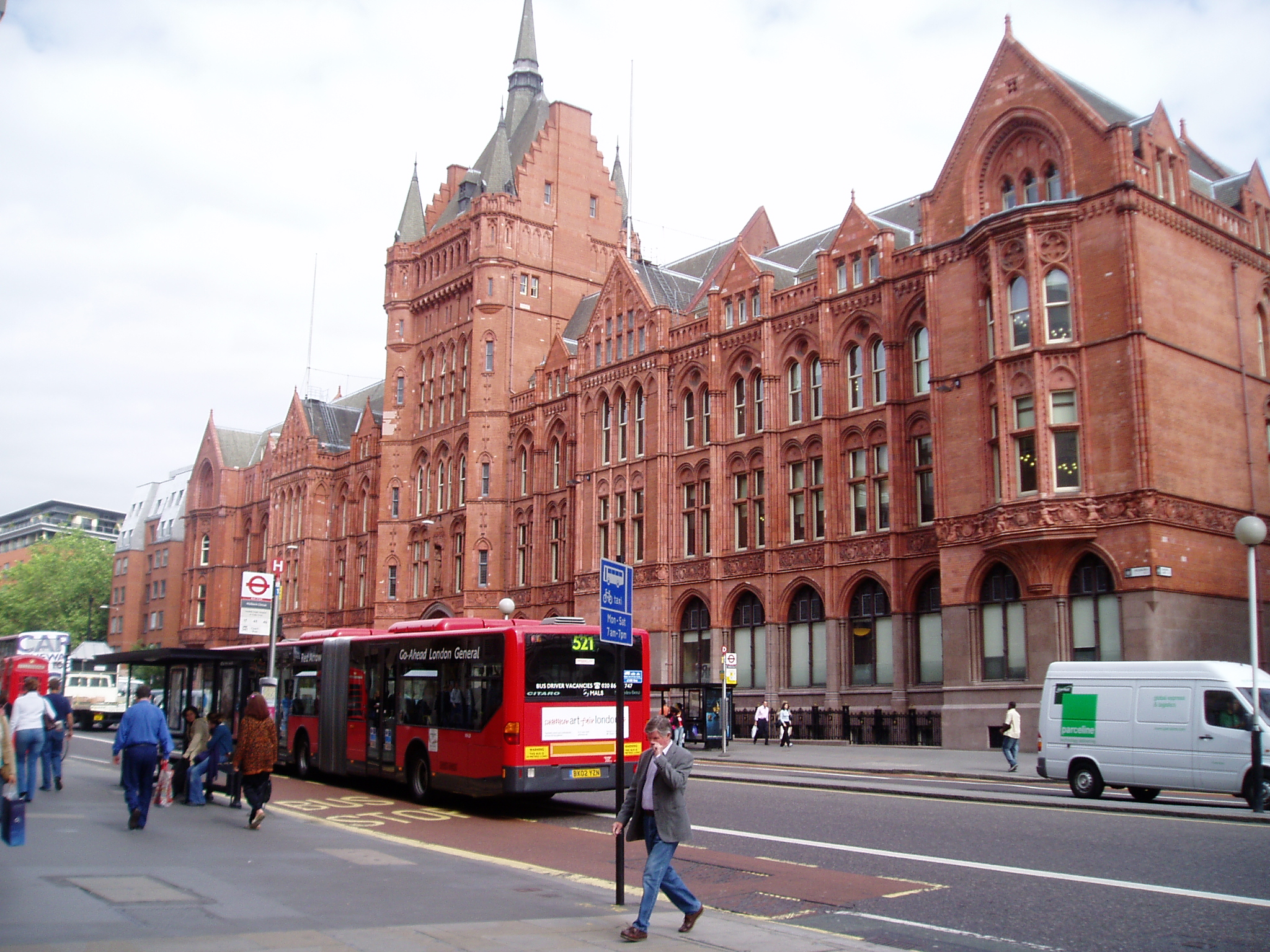
英國保誠集團的起源地-赫本樓

英國保誠集團（Prudential plc）是一家國際金融服務集團，為約2,400萬名客戶提供服務，管理資產達6350億英鎊。英國保誠於倫敦、香港、新加坡及紐約交易所上市，主要從事多方面的保險業務。
英國保誠集團的前身為Prudential Mutual Assurance, Investment and Loan Association，於1848年5月30日在英國倫敦卡姆登區霍本哈頓花園成立，於1923年進入亞洲市場。在2011年11月15日，英國保誠集團將公司的資產管理部門改名為瀚亞投信（Eastspring Investments）。
英國保誠集團在亞洲的區域總部位於香港，為亞洲現有最大來自英國的人壽保險公司。集團在亞洲的業務活動最早可以追溯到1923年在印度設立的分公司，該分公司在後來受到裁撤。而雖然印度現今的人壽保險業務主要由當地國營企業負責，英國保誠集團依然在2000年重新以“ICICI保誠”的身分重新進入該市場，該公司並包括由印度ICICI銀行所擁有的約26%的股份。在2000年同年英國保誠集團與中國中信集團並以各出資50%的方式，在中國成立了“信誠人壽保險”。同時間，英國保誠集團在台灣、印尼、香港、日本、南韓、新加坡、馬來西亞、菲律賓、泰國和越南皆有據點。在臺灣，英國保誠集團在購併慶豐人壽後成立了保險公司“保誠人壽保險”，並將總部設在臺中市。2009年集團把持有慶豐人壽的通路、資產及其業務售予中國人壽，但仍保有團體保險及銀行通路等行銷業務，且繼續以英國保誠人壽為品牌在臺灣營運。
英國保誠集團下屬四大子公司： 保誠英國及歐洲，美國傑信人壽（Jacskon National Life）， M&G資產管理以及保誠集團亞洲。 2013年7月13日， 金融穩定委員會（Financial Stability Board）將英國保誠集團列入最初的九家系統重要性金融機構（G-SII）之一。 
英國保誠集團下屬最大的子公司為保誠集團亞洲總部，其服務涵括亞洲12國家、超過1300萬的客戶群，並為香港、印尼、馬來西亞、新加坡、菲律賓及越南前三大的人壽保險供應商。
保誠英國則在英國有超過700萬的客戶，並是英國當地領導的保險供應商之一。保誠集團並擁有美國傑信人壽，其為美國國內最大的保險提供公司；同時英國保誠集團並擁有M&G投資公司，一個主要專注於歐洲市場的資產管理公司，其主要管理資產達5470億歐元。
英國保誠與美國保德信金融（Prudential Financial, Inc.）並無任何關係。

## 歷史
1848年到2000年
- 1848年5月30日，英國保誠集團創立於英國倫敦卡姆登區霍本哈頓花園，公司初名為"The Prudential Mutual Assurance Investment and Loan Association"，主要提供貸款與公司及上班族
- 1879年，英國保誠集團將公司總部遷至赫本樓（英语：Holborn Bars），該建築是由英國建築師哈佛·瓦特赫（英语：Alfred Waterhouse）所設計建造，建材並使用由吉普·坎尼公司（英语：Gibbs and Canning Limited）所生產的陶瓦（terracotta），同樣的建材並使用於英國的自然史博物館 (倫敦)的建造工程上。.[7]

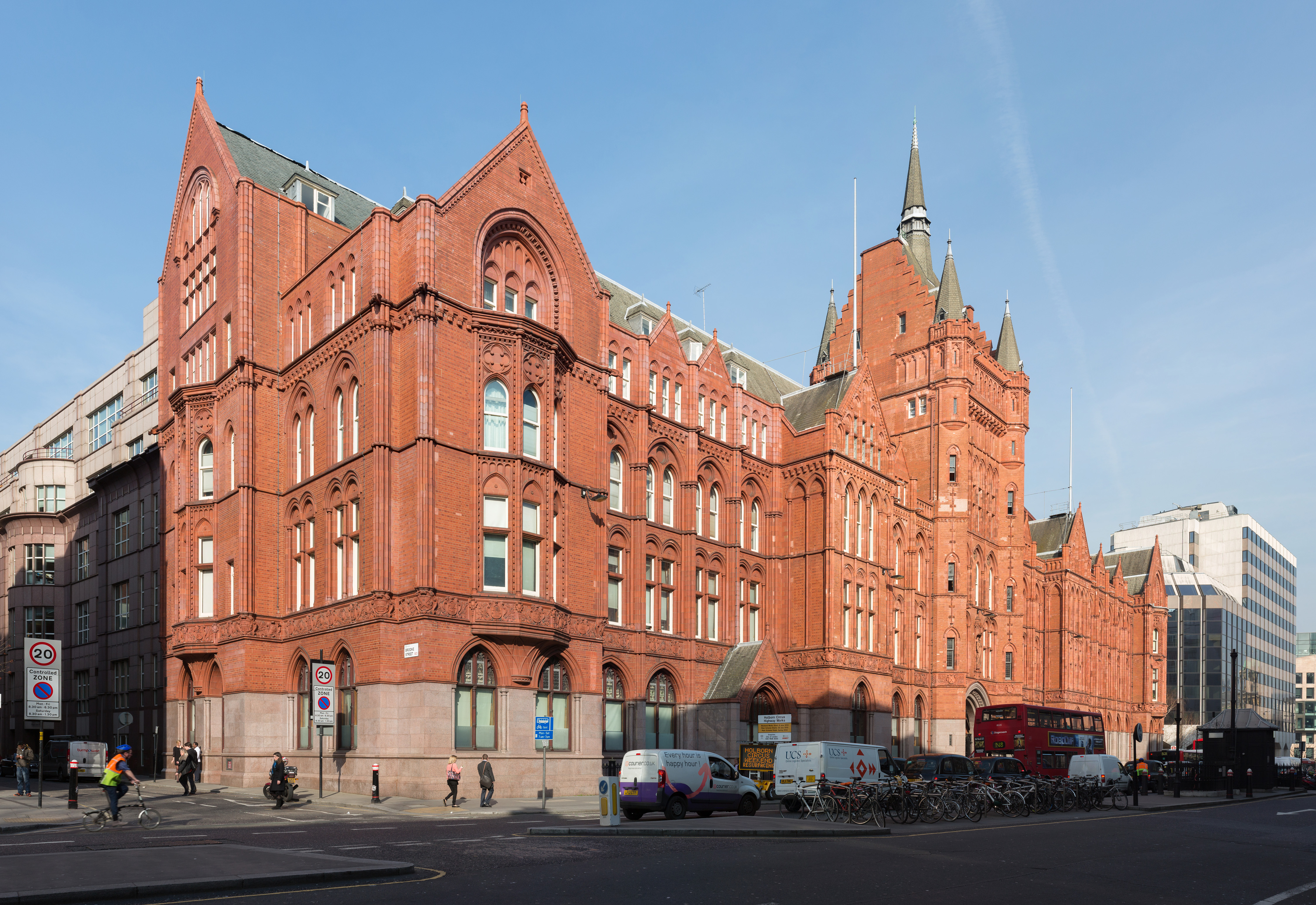
英國保誠集團的起源地-赫本樓

- 1881年，英國保誠集團將公司經營型態改變為有限公司
- 1924年，英國保誠集團首次以"The Prudential Assurance Company Limited "的名義在倫敦證券交易所公開發行上市。
- 1986年，英國保誠集團購併了美國保險公司美國傑信人壽（英语：Jackson National Life）。
- 1997年，英國保誠集團以17.5億歐元的價格買下了蘇格蘭的Scottish Amicable保險公司。.[8]
- 1998年，英國保誠集團設立了蛋頭銀行（英语：Egg Banking），一個在英國的網路銀行，該公司在九個月內就達到了550,000的客戶銷售量，卻一直無法給公司帶來足夠的獲利。[9]2000年，英國保誠集團並公開上市其21%的股份已協助該公司繼續執行業務，但並沒有使接續的公司營運好轉。2006年二月，英國保誠集團買回了21%的股份，[10]並在2007年時將該業務單位轉售給了花旗銀行。[11]
- 1999年，英國資產管理公司M&G投資公司（英语：M&G Investments）被英國保誠集團併購。同年，英國保誠集團正式投入台灣的壽險市場，成立保誠人壽。[12]

2000年後至今
- 2000年7月，英國保誠集團在紐約證交所公開上市，以幫助他發展美國市場的客群。[13]
- 2000年，英國保誠集團與中國中信集團以各出資50%的方式，在中國成立了信誠人壽保險。
- 2004年，英國保誠集團在集團下設立了新的子公司"保誠健康"，子公司主要目標在英國市場銷售健康保險。.[14]
- 2010年1月6日，英國保誠以4.28億新加坡元（3.07億美元）的代價收購大華銀行旗下附屬公司大華銀行人壽新加坡壽險業務。
- 2010年3月1日，英國保誠與美國國際集團（AIG）達成共識，以355億美元（2769億港元）收購友邦保險（AIA）的業務。收購代價分兩部分：250億美元的現金、55億美元股票（佔合併後約10.9%股權）、30億美元強制可換股債券及20億美元一級票據。且現金代價中包括將由AIG認購次級債券的部份，因此預期該交易完成後美國國際集團將持有英國保誠集團10%的股份。而瑞士信貸、摩根大通和匯豐同意分銷保誠總值200億美元的供股計劃，保誠同時會出售總值50億美元的優先債務證券。該收購代價相等於AIA在09年內涵價值1.69倍。2010年5月17日英國保誠宣佈供股計劃，每2股供11股，供股價1.04英鎊，發行139.65億股新股，共集資達145億英鎊（210億美元）。扣除成本和費用後，保誠將可淨集資138億英鎊，相當於200億美元。保誠也會發行總值五十四億美元（約四百二十一億港元）的股債混合證券，當中友邦保險的母公司美國國際集團（AIG）亦會認購十八億七千五百萬美元。完成後，保誠的資本盈餘將達五十二億英鎊。爾後，保誠於2010年5月25日在香港和新加坡以介紹形式上市。2010年6月2日，保誠指與AIG無法為降低收購作價達成共識，故宣布收購AIG計劃告吹。預料保誠需支付總費用（包括終止費用與安排及包銷費用）約4.5億英鎊，而原有的供股計畫亦會取消。
- 2011年11月15日，英國保誠集團宣布將公司的資產管理部門改名為瀚亞投信（Eastspring Investments）。
- 2012年5月31日，保誠透過旗下經營美國壽險業務的Jackson National Life，以現金4.17億英鎊（約47.86億港元）6.21億美元收購瑞士再保旗下美國AdminRe的美國壽險業務SRLC America Holdings Corp.（下稱：SRLC） 是次交易將為Jackson帶來約67億英鎊（約805.68億港元）業務相關資產，以及約150萬份保單，並為保誠提供約8.65億英鎊的內含價值。2012年10月5日保誠旗下保誠泰國以3.59億英鎊（約44.61億港元）收購泰國第五大零售銀行Thanachart Bank旗下全資附屬壽險公司Thanachart Life
- 2013年7月13日， 金融穩定委員會（Financial Stability Board）將英國保誠集團列入最初的九家系統重要性金融機構（G-SII）之一[15]。
- 2013年同年，英國保誠集團購併了迦納人壽保險公司（Ghanaian Life Insurance Company）等保險公司，並重新命名為保誠迦納，英國保誠集團從此正式進入了非洲人壽保險市場。[16]
- 2014年9月，英國保誠集團購併了肯亞人壽保險公司（Kenyan Life Insurer Shield Assurance），並改名為保誠肯亞。[17]
- 2015年，集團並宣布原集團CEO 譚天忠 將離職並擔任下一任的瑞士信貸集團CEO。同年5月英國保誠集團並進一步宣布將以750萬歐元的薪資聘請原美國分公司CEO Mike Wells（英语：Mike Wells (businessman)） 擔任集團的CEO。
- 2018年3月14日，英國保誠計劃將公司一分為二，形成兩間獨立上市公司，其中M&G Prudential將成獨立上市公司，為英國與歐洲客戶提供存款及投資管理服務，保誠則將專注於保險業務，並重點發展高增長市場包括亞洲、美國及非洲，二間公司同樣在倫敦設總部及高級上市，為了準備英國分拆程序，集團擬將香港保險附屬公司的法定所有權轉讓予英國保誠集團亞洲有限公司，是項轉讓預期將於2019年年底前完成，另外，M&G Prudential宣布將120億英鎊（1,315億港元）的英國年金組合出售予Rothesay Life。
- 2018年7月25日，英國保誠旗下亞洲資產管理公司瀚亞投資，向軍人銀行，收購泰國第五大資產管理公司TMB Asset Management Co., Ltd.的65%股權。瀚亞可選擇於日後將其持股比例增至100%。
- 2019年9月30日，保誠旗下亞洲資產管理業務瀚亞投資斥42.08億泰銖（約10.8億港元）（1.08億英鎊），向Thanachart Bank Public Company Ltd.（TBANK）及Government Savings Bank（GSB）收購泰國第八大互惠基金管理Thanachart FundManagement Co., Ltd.（TFUND）50.1%股權，瀚亞可選擇於日後將其持股比例增至100%。

## 保誠倫敦公益單車節
保誠倫敦公益單車節是一個年度性、為期兩天的單車賽（慶典），從2013年開始每年舉辦一次。2015年的保誠倫敦公益單車節共有25,500人完成比賽全程（比賽路徑：薩里郡-倫敦），並以1200萬歐元的募款金額打破了紀錄。.
這個公益賽最早由倫敦市長和他的幕僚所發起以聯絡和薩里郡的單車情誼。這個比賽主要包含了一個穿越薩里郡治倫敦的161公里職業單車賽事，以及一個同樣路程的業餘單車賽。業於單車賽的參加者通常是公益賽募款的主要捐助者。2014年的公益單車節的20,079個業餘參賽者總共便捐助了超過1000萬歐元。本活動在現在已經成為英國境內最大的公益募款活動，並在活動舉辦的前三年募得了超過2000萬歐元。

## 集團子公司
英國保誠集團下屬四個業務單位，分別為:
- 保誠英國、歐洲、非洲
- M&G投資管理公司（英语：M&G Investments）
- 保誠集團亞洲
- 美國傑信人壽（英语：Jackson National Life）

## 主要股東
- Capital Group：持股量12%
- 貝萊德：持股量6.32%
- Legal & General（英语：Legal & General）：持股量3.99%
- 挪威銀行：持股量3.08%
- 瑞銀環球資產管理：持股量1.68%
- 英傑華：持股量1.12%

## 管理層
現時英國保誠的董事局包括13人，包括：
- 主席：Paul Manduca
- 行政總裁：Mike Wells（2015年上任）

## 外部連結
- 英國保誠集團 英國（页面存档备份，存于）
- 保誠亞洲 （页面存档备份，存于）
- 英國保誠保險 香港 （页面存档备份，存于）
- 英國保誠人壽 台灣 （页面存档备份，存于）
- 英國保誠保險 馬來西亞 （页面存档备份，存于）
- 保誠新加坡 （页面存档备份，存于）
- 瀚亞投資 台灣 （页面存档备份，存于）
- 中銀保誠 （页面存档备份，存于）
- 信誠人壽保險 （页面存档备份，存于）